# پاتیگرابانا
پاتیگرابانا (انگلیسی: Patigrabana) شهری تاریخی در پارت بود. نام این شهر در سنگ نوشته بیستون ذکر شده است.